# Slatiny
Slatiny település Csehországban, a Jičíni járásban. Slatiny Vrbice, Vitiněves, Tuř, Butoves, Nemyčeves, Češov, Jičíněves és Žeretice településekkel határos. Lakosainak száma 558 fő (2024. január 1.).

## Népesség
A település lakosságának változását az alábbi diagram mutatja:
| Lakosok száma | 1236 | 1101 | 1099 | 751  | 604  | 556  | 517  | 541  | 554  | 558  |
|               | 1869 | 1890 | 1921 | 1950 | 1980 | 2001 | 2017 | 2019 | 2022 | 2024 |